# Julia Delich
Julia Delich (1978) è un'ex sciatrice alpina canadese.

## Biografia
La Delich, specialista delle prove veloci originaria di Fernie e sorella di Jennifer, a sua volta sciatrice alpina, in Nor-Am Cup esordì il 2 gennaio 1995 a Sugarloaf in supergigante senza completare la prova, ottenne l'unica vittoria, nonché unico podio, il 31 gennaio 1997 nella medesima località in discesa libera e prese per l'ultima volta il via il 21 novembre 2000 a Winter Park in slalom gigante, senza completare la prova. Si ritirò al termine della stagione 2001-2002 e la sua ultima gara fu uno slalom speciale FIS disputato il 10 aprile a Vail; non debuttò in Coppa del Mondo né prese parte a rassegne olimpiche o iridate.

## Palmarès

### Nor-Am Cup
- 1 podio:
  - 1 vittoria

#### Nor-Am Cup - vittorie
| Data            | Località  | Paese       | Specialità |
| --------------- | --------- | ----------- | ---------- |
| 31 gennaio 1997 | Sugarloaf | Stati Uniti | DH         |

Legenda:

DH = discesa libera